# Anastassija Alexandrowna Abrossimowa
Anastassija Alexandrowna Abrossimowa (russisch Анастасия Александровна Абросимова, auch Anastasia Abrosimova transkribiert; * 17. Juli 1990 in Diwnogorsk, Region Krasnojarsk, Sowjetunion) ist eine russische Triathletin. Sie ist Olympiastarterin (2016), Aquathlon-Weltmeisterin (2015) sowie Triathlon-Staatsmeisterin (2016).

## Werdegang

### Aquathlon-Weltmeisterin 2015
Im September 2015 wurde Anastassija Abrossimowa Aquathlon-Weltmeisterin (2,5 km Laufen, 1 km Schwimmen und 2,5 km Laufen).

### Olympische Sommerspiele 2016
Bei den Olympischen Sommerspielen belegte sie im August 2016 in Rio de Janeiro als drittbeste Russin im Triathlon den 32. Rang. Eine Woche später wurde sie Triathlon-Staatsmeisterin und im September wurde die damals 26-Jährige in Mexiko Vizeweltmeisterin im Aquathlon. Im Rahmen der ITU-Weltmeisterschaftsserie 2016 belegte sie als beste Russin den 17. Rang.
Abrossimowa war nominiert als ETU Athletin des Jahres 2017.
Im Juli 2018 wurde sie Siebte in Estland bei der Europameisterschaft auf der Triathlon-Sprintdistanz.
Im August 2021 wurde die 30-Jährige Aquathlon-Vizestaatsmeisterin und im September Dritte bei der Staatsmeisterschaft Duathlon.
Im November 2022 wurde sie auf der Mitteldistanz Zweite im Ironman 70.3 Tiberias.
Anastassija Abrossimowa ist Mitglied der russischen Nationalmannschaft und lebt in Moskau.

## Sportliche Erfolge
| Datum/Jahr    | Rang | Wettbewerb                                           | Austragungsort | Zeit     | Bemerkung                                                                           |
| ------------- | ---- | ---------------------------------------------------- | -------------- | -------- | ----------------------------------------------------------------------------------- |
| 8. Feb. 2020  | 3    | ATU Sprint Triathlon African Cup                     | Bloemfontein   | 01:03:09 |                                                                                     |
| 9. Aug. 2018  | 19   | ETU Triathlon European Championships                 | Glasgow        | 02:05:03 | Europameisterschaft auf der olympischen Kurzdistanz                                 |
| 20. Juli 2018 | 7    | ETU Sprint Distance Triathlon European Championships | Tartu          | 00:59:23 | Europameisterschaft auf der Sprintdistanz                                           |
| 16. Juni 2017 | 8    | ETU Triathlon European Championships                 | Kitzbühel      | 01:59:24 | Europameisterschaft auf der olympischen Kurzdistanz                                 |
| 3. März 2017  | 14   | ITU World Championship Series 2017                   | Abu Dhabi      | 02:06:43 | erstes Rennen der Saison                                                            |
| 27. Aug. 2016 | 1    | RUS Triathlon National Championships                 | Penza          | 02:03:49 | Staatsmeisterin Triathlon                                                           |
| 20. Aug. 2016 | 32   | Olympische Sommerspiele 2016                         | Rio de Janeiro | 02:02:45 |                                                                                     |
| 17. Juli 2016 | 5    | ITU Triathlon World Championship Mixed Relay         | Hamburg        | 01:21:06 | im Team mit Igor Andrejewitsch Poljanski, Alexandra Razarenova und Dmitri Poljanski |
| 10. Okt. 2015 | 3    | CISM Militär-Weltmeisterschaft Triathlon             | Pohang         |          | Militär-Weltmeisterschaft                                                           |
| 6. Juni 2015  | 4    | RUS Triathlon National Championships                 | Sochi          | 02:04:02 | Staatsmeisterschaft                                                                 |
| 29. Juni 2013 | 14   | ETU Triathlon European Championship U23              | Rijssen-Holten | 02:08:37 | U23-Europameisterschaft Triathlon                                                   |

| Datum/Jahr    | Rang | Wettbewerb            | Austragungsort | Zeit     | Bemerkung |
| ------------- | ---- | --------------------- | -------------- | -------- | --------- |
| 25. Nov. 2022 | 2    | Ironman 70.3 Tiberias | Tiberias       | 04:41:06 |           |

| Datum/Jahr   | Rang | Wettbewerb                          | Austragungsort | Zeit     | Bemerkung               |
| ------------ | ---- | ----------------------------------- | -------------- | -------- | ----------------------- |
| 4. Sep. 2021 | 3    | RUS Duathlon National Championships | Krasnoyarsk    | 02:05:20 | hinter Arianna Bliasova |

| Datum/Jahr    | Rang | Wettbewerb                           | Austragungsort | Zeit     | Bemerkung                     |
| ------------- | ---- | ------------------------------------ | -------------- | -------- | ----------------------------- |
| 28. Aug. 2021 | 2    | RUS Aquathlon National Championships | Kasan          | 00:30:51 | Aquathlon-Vizestaatsmeisterin |
| 14. Sep. 2016 | 2    | ITU Aquathlon World Championships    | Cozumel        | 00:34:09 | Aquathlon-Vizeweltmeisterin   |
| 16. Sep. 2015 | 1    | ITU Aquathlon World Championships    | Chicago        | 00:29:07 | Aquathlon-Weltmeisterin       |

(DNF – Did Not Finish)